# Cymothoa gibbosa
Cymothoa gibbosa es una especie de crustáceo isópodo marino del género Cymothoa, familia Cymothoidae. Fue descrita científicamente por Gourret en 1892.

## Distribución
Esta especie se encuentra en el mar Mediterráneo, la parte norte del océano Atlántico y el golfo de Marsella.